# Polling im Innkreis
Polling im Innkreis è un comune austriaco di 946 abitanti nel distretto di Braunau am Inn, in Alta Austria.